# Giorgio Armani
Giorgio Armani (født 11. juli 1934) er en italiensk modedesigner, som især er kendt for sit herretøj. Han er kendt for sine rene, skræddersyede linjer. Han dannede sit firma Armani i 1975, og i 2001 var han den mest succesrige designer fra Italien nogensinde,
med en omsætning på 1,6 milliarder dollars (9,1 milliarder kroner) og en personlig formue på 7,2 milliarder dollars (41,45 milliarder kroner). Han ligger på en 127. plads på The World's Billionaires og på en 3. plads af de rigeste italienere.

## De tidlige år
Armani blev født i den norditalienske by Piacenza, hvor han voksede op med sin storebror Sergio, lillesøster Rosanna, moderen Maria Raimondi og faderen Ugo Armani. 
Armani drømte om en karriere som læge efter han havde læst A. J. Cronins Borgen. Han blev indskrevet på medicinstudiet på universitetet i Milano. I 1953 afbrød han sine studier for at komme i hæren. På grund af lægestudiet blev han forfremmet og forflyttet til et infirmeri i Verona. Efter sine oplevelser i militæret besluttede han sig for at forfølge en anden karriere.